# Limnoperla jaffueli
Limnoperla jaffueli är en bäcksländeart som först beskrevs av Navás 1928.  Limnoperla jaffueli ingår i släktet Limnoperla och familjen Gripopterygidae. Inga underarter finns listade i Catalogue of Life.